# Gervasius (Nitra)
Gervasius (slowakisch Gerváz; † nach 1105/1111) war der erste Bischof von Nitra nach einer längeren Unterbrechung.

## Geschichte

### Vorgeschichte
880 wurde der erste Bischof Wiching für Nitra eingesetzt. Danach sind keine weiteren Namen von Bischöfen überliefert; das Bistum hörte spätestens mit dem Ende des Mährerreichs um 914 auf zu existieren. Das Gebiet wurde seit 1000 in das ungarische Erzbistum Gran (Esztergom) eingegliedert. Dass der Bischof Bystrík um 1045 in Nitra residiert haben soll, ist eine Angabe des 16. Jahrhunderts und sehr unsicher. Um 1100 war Nitra eine Propstei des Erzbistums Gran. Um 1105 führte König Koloman von Ungarn erfolgreiche Kämpfe um das Fürstentum Nitra gegen den Fürsten Almoš von Kroatien.

### Gervasius
Gervasius wurde nur in einer undatierten Urkunde für die Abtei Pannonhalma als Zeuge erwähnt. Diese müsste nach den anderen Zeugen zwischen 1105 und 1111 ausgestellt worden sein. Der neue Erzbischof Laurentius von Gran schuf um 1106/07 eine neue Bistumsorganisation für Ungarn auf der Synode in Gran. Etwa in dieser Zeit dürfte das Bistum Nitra neu gegründet worden sein.